# José Raúl Capablanca Graupera
|  | Per a altres significats, vegeu «Capablanca (bandoler)». |

José Raúl Capablanca Graupera (castellà: José Raúl Capablanca y Graupera)  (l'Havana, 19 de novembre de 1888 - Nova York, 8 de març de 1942) fou un jugador d'escacs cubà. Fou el tercer campió del món, títol que mantingué entre els anys 1921 i 1927, i un dels millors escaquistes de tots els temps. Era àmpliament reconegut per la seva excepcional capacitat de jugar finals a la perfecció, i per la seva rapidesa de joc. Gràcies a les seves fites, a la superioritat que demostrava sobre el tauler, i al seu relativament simple estil de joc, fou anomenat «La màquina d'escacs humana».
Va escriure diversos llibres d'escacs durant la seva carrera, dels quals Fundamentos del ajedrez fou qualificat per Mikhaïl Botvínnik com el millor llibre d'escacs mai escrit. Capablanca preferia no estendre's massa en les anàlisis, sinó centrar-se en els moments crítics de la partida. El seu estil va influir poderosament en el joc dels futurs campions mundials Bobby Fischer i Anatoli Kàrpov.
Conjuntament amb Ramón Fonst i Alfredo de Oro fou la figura esportiva més important de Cuba durant les primeres dècades del segle xx.

## Biografia

### Primers anys

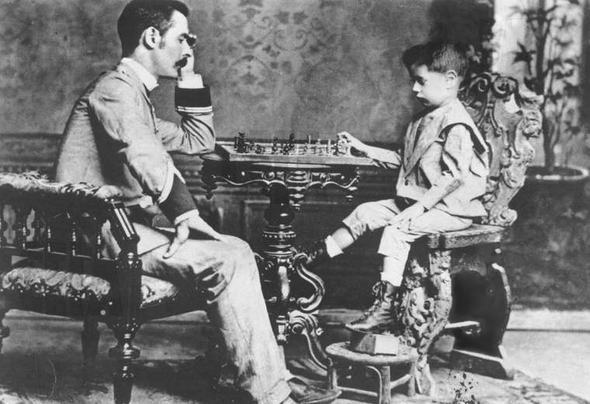
Capablanca amb el seu pare José María Capablanca.

Descendia, per línia materna, d'una família catalana arrelada a Cuba de feia molts anys, que s'hi havia enriquit fins a formar part de la més distingida burgesia de l'illa i, de part de mare, de catalans emigrats més recentment. José Raúl era el segon fill de José María Capablanca Fernández (oficial de l'exèrcit) i María Graupera Marín. Des de la infantesa, parlà català amb la mare i els familiars de la línia materna.
Segons el seu propi relat, va aprendre a jugar als escacs a quatre anys, veient com jugava el pare amb els amics. A cinc anys el seu pare el va començar a portar al Club d'Escacs de l'Havana. Va progressar ràpidament, i el desembre de 1901, als 13 anys va guanyar el millor jugador cubà del moment, Juan Corzo, amb un resultat de 4 victòries, 3 derrotes i 6 taules i es va proclamar campió de Cuba. De tota manera, l'abril de 1902 fou quart (de sis participants) al campionat de Cuba, perdent les dues partides contra Corzo, que fou campió.
El 1905 va superar fàcilment els exàmens d'entrada pel Columbia College, on aspirava a jugar pel fort equip de beisbol de Columbia, i aviat va ser shortstop titular de l'equip de novells. El mateix any va ingressar al Manhattan Chess Club, i aviat va ser reconegut com al més fort jugador de l'entitat. Era particularment dominant en torneigs llampec, un dels quals va guanyar per davant del campió del món regnant, Emanuel Lasker, el 1906. Va representar Columbia al primer tauler en la lliga interuniversitària. El 1908 va deixar la universitat per concentrar-se en els escacs.

### Ascens cap al cim

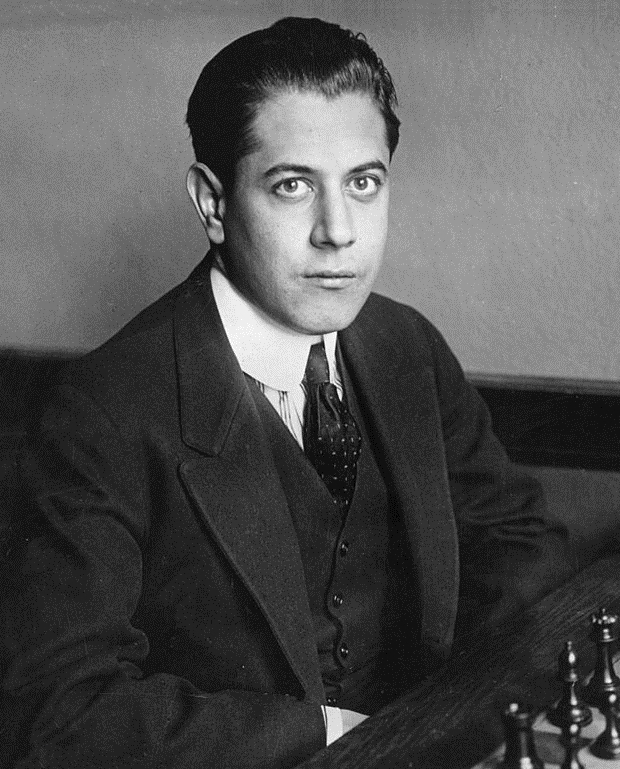
Capablanca el 1919

L'habilitat de Capablanca en els escacs ràpids li va permetre de fer exhibicions de simultànies, i la seva creixent reputació en aquesta mena d'esdeveniments el va portar a fer un tour arreu dels Estats Units el 1909. Va jugar 602 partides en 27 ciutats, i hi va puntuar un 96,4% — un percentatge molt superior que, per exemple, el 88% de Géza Maróczy o el 86% de Frank Marshall el 1906. Aquesta performance li va fer guanyar un patrocini per un matx d'exhibició aquell any contra Marshall, el campió dels Estats Units, i que havia guanyat el 1904 el torneig de Cambridge Springs per davant del Campió del món Emanuel Lasker i de Dawid Janowski, i els rànquings Chessmetrics del qual el situen com un dels tres millors jugadors del món en el cim de la seva carrera. Capablanca va vèncer Marshall, 15–8 (+8 -1 =14) — un marge comparable a aquell que Lasker havia assolit contra Marshall (8 victòries, cap derrota, 7 taules) quan va guanyar el seu matx pel Campionat del món de 1907. Després del matx, Capablanca va dir que mai no havia obert un llibre sobre obertures d'escacs. A partir d'aquest matx, Chessmetrics sitúa Capablanca com el tercer millor jugador del món durant la majoria del període entre 1909 i 1912.
Capablanca va guanyar sis partides i en va entaular una al campionat de l'Estat de Nova York de 1910. Tant Capablanca com Charles Jaffe van guanyar les seves quatre partides en les eliminatòries preliminars i es van enfrontar en un matx per determinar el guanyador final, que seria el primer en vèncer en dues partides. La primera partida fou taules, i Capablanca va guanyar la segona i la tercera. Després d'una altra esgotadora sèrie d'exhibicions de simultànies, Capablanca fou segon, amb 9½ de 12, al National Tournament de 1911 a Nova York, mig punt rere Marshall, i mig punt per sobre de Charles Jaffe i Oscar Chajes. Marshall, que estava convidat a jugar el torneig de Sant Sebastià de 1911, va insistir que convidessin també en Capablanca.
Segons David Hooper i Ken Whyld, el torneig de Sant Sebastià de 1911 va ser "un dels cinc torneigs més forts de la història fins al moment", ja que hi van competir tots els millors jugadors del món excepte el Campió del món, Lasker. Al començament del torneig, Ossip Bernstein i Aron Nimzowitsch es van queixar de la participació de Capablanca perquè no complia la condició d'admissió d'haver obtingut com a mínim un tercer lloc en dos torneigs magistrals. Capablanca va guanyar brillantment contra Bernstein en primera ronda, i més simplement contra Nimzowitsch, i va sorprendre el món escaquístic assolint el primer lloc en el torneig, amb sis victòries, una derrota i set taules, per davant d'Akiba Rubinstein, Milan Vidmar, Marshall, Carl Schlechter i Siegbert Tarrasch. La seva derrota, contra Rubinstein, fou un dels més brillants assoliments de les acaballes de la carrera d'aquest. Alguns crítics europeus van dir que l'estil de Capablanca era massa cautelós, a despit que fou el qui concedí menys taules de tots els jugadors que acabaren en els sis primers llocs del torneig. Capablanca fou a partir de llavors vist com un aspirant al títol mundial.

### Campió del món
Va continuar la seva carrera com a diplomàtic a l'ambaixada cubana de Sant Petersburg, ciutat on el 1914 va quedar segon en un torneig que guanyà el llavors encara campió mundial Emanuel Lasker.
La Primera Guerra Mundial li va limitar l'activitat escaquista, i només va jugar torneigs als Estats Units.

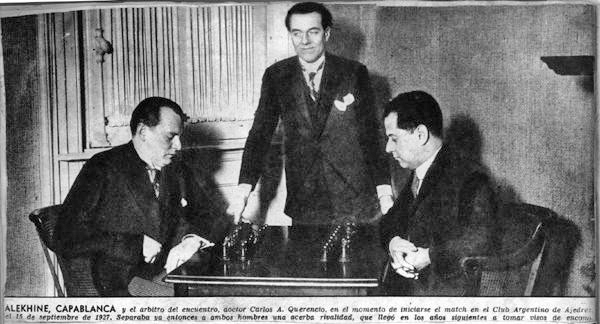
Alekhin vs Capablanca, Buenos Aires 1927.

L'any 1919 desafià novament Lasker, a qui ja havia reptat el 1911 a un encontre pel campionat mundial.
Aquest encontre es va celebrar a l'Havana el 1921, i quan el resultat era favorable a Capablanca (+4 -0 =10), Lasker abandonà, cedint així el títol al jugador cubà.
Va perdre el títol en un matx el 1927 a l'Argentina contra Aleksandr Alekhin, i no va tenir l'oportunitat de recuperar-lo perquè el jugador rus es va negar sempre a la revenja.
El 1925 fou tercer al fort Torneig d'escacs de Moscou de 1925.
El 1929 fou 2n al fort Torneig de Carlsbad (el campió fou Aron Nimzowitsch).
Va continuar jugant i guanyant nombrosos torneigs, com el de Nova York de 1931, i el de Nottingham de 1936, i representant Cuba a les Olimpíades d'escacs.
Durant la darrera etapa de la seva vida impartia classes d'escacs per emissores de ràdio nord-americanes.
Morí als Estats Units el 1942.